# ストロベリー・フィールズ・フォーエバー
「ストロベリー・フィールズ・フォーエバー」（Strawberry Fields Forever）は、ビートルズの楽曲である。1967年2月に「ペニー・レイン」との両A面シングルとして発売された。
ビートルズのサイケデリック期における傑作として評価されている。レノン＝マッカートニー名義となっているが、実質的にはジョン・レノンの作った楽曲で、レノンが故郷リバプールにあった孤児院の庭園で幼少期に遊んでいた思い出をモチーフとしている。1966年11月にレコーディングを開始し、スタジオで5週間に渡って異なる3つのバージョンを制作し、最終的にテンポやキー、使用される楽器の異なる2つのバージョンを繋ぎ合わせて完成した。
アルバム『リボルバー』完成後に初めてレコーディングした楽曲で、アルバム『サージェント・ペパーズ・ロンリー・ハーツ・クラブ・バンド』に収録される予定だった。しかし、レーベル側が新しいシングルを要求したことにより、同時期に制作されていた「ペニー・レイン」と共にシングルとして発売され、アルバムからは省かれた。なお、アメリカではシングルで発売された後に、キャピトル編集盤『マジカル・ミステリー・ツアー』に収録された。
1980年のレノンの死後、ニューヨーク市のセントラル・パーク内に作られた記念碑は、本作にちなんで「ストロベリー・フィールズ」と名付けられた。2021年に『ローリング・ストーン』誌が発表したオールタイム・グレイテスト・ソング500では第7位、『ニュー・ミュージカル・エクスプレス』誌による「NMEが選ぶ、ビートルズ究極の名曲ベスト50」では第1位に選出された。

## 背景

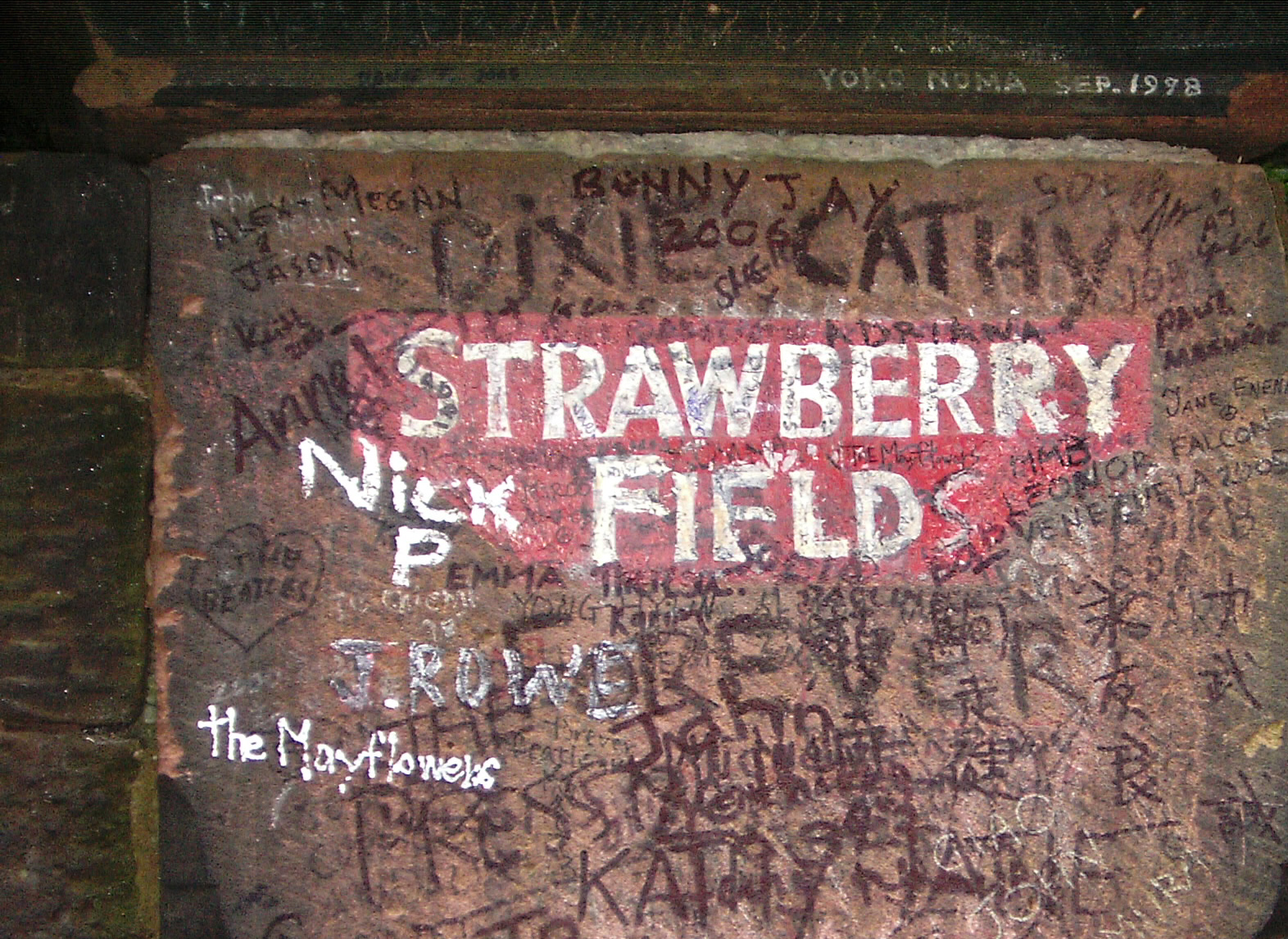
リヴァプールにあるストロベリー・フィールドの門柱には、世界中から訪れたファンによって名前や文字が書き込まれている。

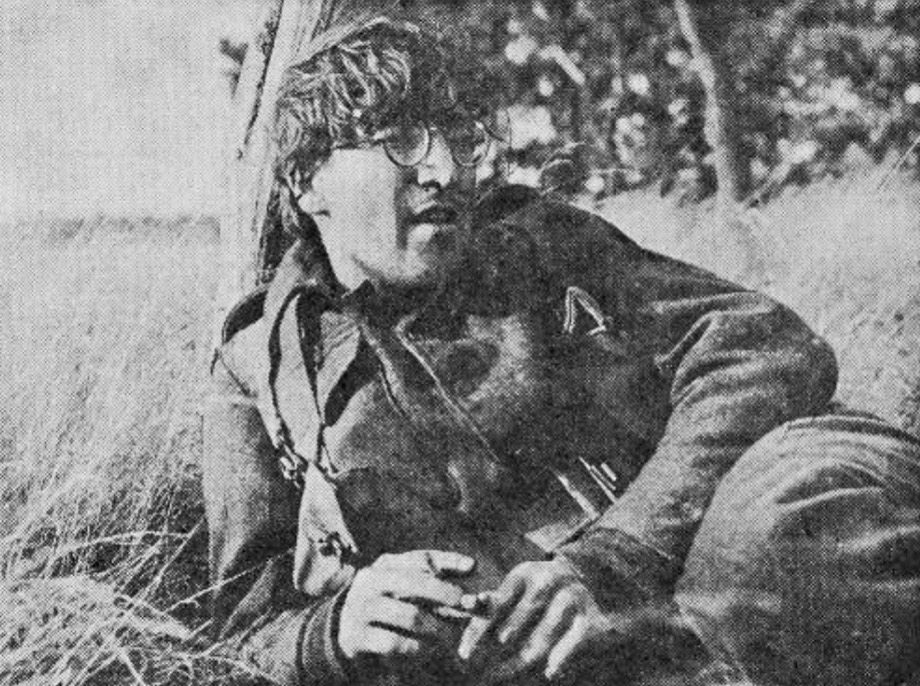
1966年9月から10月にかけて『ジョン・レノンの 僕の戦争』の撮影がスペインのアルメリアで行われた。レノンはこの撮影期間中に本作を書いた。

「ストロベリー・フィールズ・フォーエバー」は、レノンが幼少期に暮らしていた家の近くにあった、救世軍が運営する戦災孤児院「ストロベリー・フィールド」をモチーフにしており、レノンは幼少期に友人であったピート・ショットンらと共にストロベリー・フィールドにある樹木が生い茂った庭園でよく遊んでいた。当時のレノンにとって愉しみの一つとなっていたのが、夏毎にストロベリー・フィールドの地所で開かれる庭園パーティーだった。レノンの伯母ミミは、「救世軍の楽隊が演奏を始めるところを私たちが耳にすると、すぐにレノンは飛び上がって、『ミミ、行こうよ。遅れてしまうよ』と叫んだものです」と回想した。
歌詞は映画『ジョン・レノンの 僕の戦争』の撮影期間に書かれた。歌詞についてポール・マッカートニーは、「『ジャバウォックの詩』の影響を受けているのではないか」と推測している。また、本作と同時期にマッカートニーはリヴァプールにある通りを題材とした「ペニー・レイン」を書いており、両作とも幼少期の思い出に浸る楽曲となっている。
なおモチーフとなったストロベリー・フィールドは、ビートルマニアの訪問が絶えない場所であったが、入居する孤児が減少したことと、孤児のためには里親制度のほうが好ましいとの運営側の判断から、2005年に閉鎖された。しかし、その後もファンの訪問は絶えなかったため、正門及び赤い鉄製のゲートは残されていた。2011年にゲートはリバプールにある「Beatles Experience centre」に保管されることとなり、元の場所のものはレプリカに置き換えられたものの、2017年7月に救世軍は新しい建物の建築資金のため「Nothing Is Real」というフレーズが書かれたTシャツやマグカップを販売して資金を集め始めた。その後2018年8月、学習障害を持つ若者たちのための研修施設として運営が再開された。

## レコーディング
「ストロベリー・フィールズ・フォーエバー」のレコーディングは、アルバム『サージェント・ペパーズ・ロンリー・ハーツ・クラブ・バンド』のレコーディング・セッションの初日となる1966年11月24日に開始された。本作のレコーディングは、6月にアルバム『リボルバー』を完成させて以来初のレコーディング・セッションであり、8月29日に最後の米国ツアー終了後バンドとしては初の仕事ともなっている。レコーディングはEMIレコーディング・スタジオで、4トラック・レコーダーを使用して行なわれた。制作当初のタイトルは「It's Not Too Bad」。
本作のレコーディングは5週間に渡って行なわれ、制作時間は45時間を要した。本作は3つの異なるバージョンが作成されており、リリース版ではキーとテンポが異なる2つのバーションを組み合わせて完成させている。ちなみに、本作と「ペニー・レイン」と「ホエン・アイム・シックスティ・フォー」は、『サージェント・ペパーズ』の初期のテーマである「幼年時代」をモチーフとしている作品である。

### テイク1

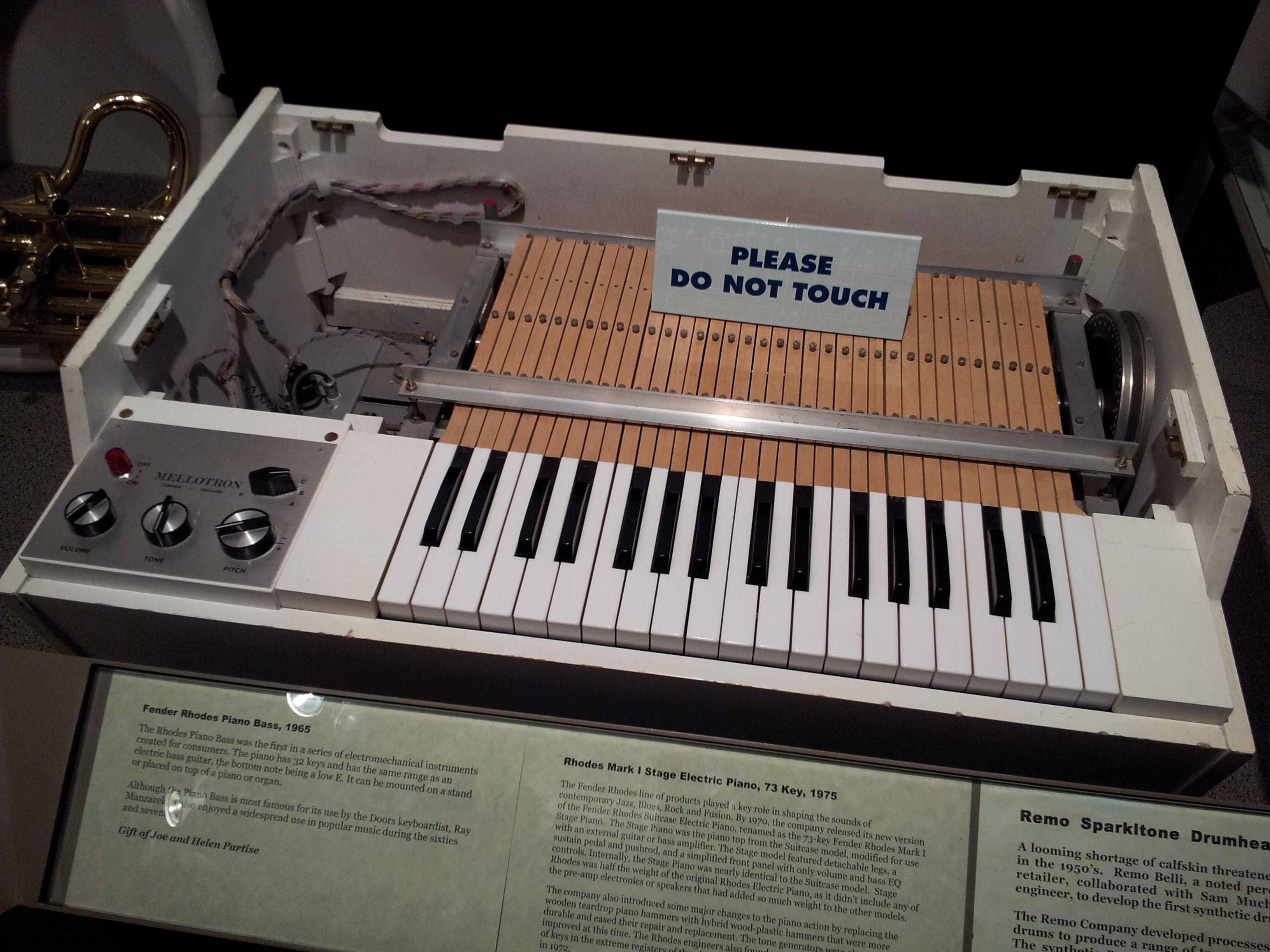
ビートルズのレコーディングで使用されたものと同種のメロトロン

1966年11月24日のセッションでは、ムーディー・ブルースのキーボーディストであるマイク・ピンダーを通して入手したメロトロンが導入された。メロトロンはポール・マッカートニーによって演奏され、残りの3人はジョン・レノンとジョージ・ハリスンがエレクトリック・ギター、リンゴ・スターがドラムという編成となっている。
テイク1におけるメロトロンは、リリース版でイントロからメインで使用されているのに対し、こちらでは伴奏で使用されているのみとなっている。テイク1では、「Living is easy with eyes closed」というフレーズから始まり、そのままコーラス部分にはいかず第2ヴァースに繋がるという構成になっている。レノンのボーカルは、「Strawberry Fields Forever」というフレーズからダブルトラックになっていて、最後のヴァースの「Always, no sometimes」というフレーズがレノンとマッカートニーとハリスンの3声のハーモニーになっている。
後にハリスンのスライドギターをコーラスにオーバー・ダビングし、メロトロンをギターにセッティングして演奏したものを加えたが、このバージョンは即座に破棄された。テイク1は、3声のコーラスがカットされたものが『ザ・ビートルズ・アンソロジー2』（1996年）に、コーラスが加えられたものが『サージェント・ペパーズ・ロンリー・ハーツ・クラブ・バンド 50周年記念スーパー・デラックス・エディション』に収録されている。

### テイク7
11月28日に1回目のリメイクが行なわれた。第2バージョンでは、イントロからマッカートニーのメロトロンがフィーチャーされている。ベーシック・トラックはテイク1と似ているが、こちらではマラカスが加えられている。この時点ではテイク4がベストとされており、オーバー・ダビングするためのトラックが十分にあったことから、レノンのボーカルとマッカートニーのベースが加えられた。
11月29日に新たに2テイク録音され、ボーカルとベース、そしてピアノがオーバー・ダビングされた。このテイクはミックスダウンされてテイク7とされ、リリース版では冒頭から1分間だけ使用されている。
なお、テイク7は『サージェント・ペパーズ・ロンリー・ハーツ・クラブ・バンド 50周年記念スーパー・デラックス・エディション』に、モノラル編集し曲の終わりに後述のテイク26の終盤部を繋げたミックスが『ザ・ビートルズ・アンソロジー2』（1996年）に、それぞれ収録されている。

### テイク26
第2バージョンのレコーディング後、レノンはプロデューサーのジョージ・マーティンに「ストリングスを加えた違うラインナップで録音し直したい」と要求し、マーティンは4本のトランペットと3本のチェロのスコアを書いた。
12月8日と12月9日に第2バージョンのベーシック・トラックが録音された。なお、この第2バージョンでは従来のテイクよりも速いテンポで演奏されている。リズムトラックはパーカッションを多用しており、マッカートニーとハリスンのボンゴのほか、マル・エヴァンズ、ニール・アスピノール、テリー・ドランによって多数のパーカッションが加えられている。また、スターは「アイム・オンリー・スリーピング」でハリスンが逆回転ギターソロを加えたように、逆回転ハイハットを加えた。
12月9日のセッション開始時に15テイク録音されたうちの2つのパートを組み合わせたものをミックスダウン。テイク24では、エンディング部分でドラムとパーカッションが激しく演奏されている中で、レノンが「Calm down, Ringo」「Cranberry sauce」としゃべっている。なお、このエンディング部分には逆回転させたピアノとフルートにセッティングされたメロトロンの音、ジョージのスワラマンダラもオーバー・ダビングされている。
12月15日にトランペットとチェロのオーバー・ダビングが行なわれ、ミックスダウンが施されてテイク26となった。このテイク26にレノンのボーカルとコーダ部分にマッカートニーのシタールの音色を思わせるギターソロがオーバーダビングされた。
12月21日にレノンのボーカルが録り直され、ピアノとスネアドラムが追加された。

### リリース版
テイク26とテイク7のアセテートを再生した後、レノンはマーティンに「元のシンプルなテイクも激しいテイクも気に入ったから、両方を使いたい」と告げた。それに対し、マーティンは「キーもテンポも違うから無理だ」と言うと、レノンは「君ならできるよ」と返した。
12月22日、マーティンとレコーディング・エンジニアのジェフ・エメリックはテイク7とテイク26のキーとテンポが異なる2つのテイクを繋ぎ合わせるという困難な作業を行なった。エメリックは、可変速度コントロールで、テイク7の速度を上げ、テイク26の速度を下げることにより、キーと速度の違いを補正した。2つのテイクの繋ぎ目は、2コーラス目の冒頭の歌詞、"Let me take you down, 'cause I'm going to"の、"I'm"と"going"の間である。
なお、終盤のレノンの2回の言葉が"I buried Paul"（ポールを埋めた）と聞こえると話題になり、ポール死亡説を裏付ける一因とされたが、レノンによれば"Cranberry Sauce"（クランベリーソース）と言っているだけとのことだった。

## リリース
「ストロベリー・フィールズ・フォーエバー」は「ペニー・レイン」との両A面シングルとして、アメリカでは1967年2月13日にキャピトル・レコードから、イギリスでは2月17日にパーロフォンからリリースされた。
当時のイギリスでは、シングル盤はどのアーティストも同じ柄のレコード・スリーヴ（レコード盤を入れる紙製の袋。レーベルの部分に穴が開いており、そこからどのレコードであるかを見分ける事ができる。もちろんデザインは各レコード会社によって異なっている）だったが、このシングルでは、初めてビートルズのメンバーの写真を使ったオリジナル・スリーヴが使われた。裏面には各メンバーの幼年期の写真が使われており、当時のイギリスでは大きな話題となったがヒット・チャートの1位にはならなかった。その時1位になっていたのはエンゲルベルト・フンパーディンクが発表した「リリース・ミー」である。
アメリカではB面扱いで、1967年4月1日付のBillboard Hot 100で最高位第8位を記録で、1967年度年間ランキングは第92位。『キャッシュボックス』誌では最高位10位、年間ランキング100位以内には入らなかった。アメリカでは100万枚以上のセールスを記録し、イギリスでは50万枚以上のセールスを記録している。
1996年に発売された『ザ・ビートルズ・アンソロジー2』には、これまで未発表となっていた1966年にレノンの自宅で録音されたデモ音源、テイク1、テイク7に12月9日に録音されたコーダのドラムとパーカッションを繋ぎ合わせた3つのパターンが収録された。
2006年に発売された『LOVE』には、さまざまなビートルズの楽曲やアウトテイクとマッシュアップした音源が収録された。同作に収録のものは、オノ・ヨーコが所有し提供したデモ音源を冒頭に置いて、テイク1、テイク7、テイク26と繋ぎ合わせてあり、エンディング部分に「サージェント・ペパーズ・ロンリー・ハーツ・クラブ・バンド」のブラス、「イン・マイ・ライフ」のピアノソロ、「アイム・オンリー・スリーピング」の逆回転ギターソロ、「ペニー・レイン」のトランペットソロ、「ピッギーズ」のハープシコード、「ハロー・グッドバイ」のコーラスが加えられている。
2015年に発売された映像作品集『ザ・ビートルズ 1+』にミュージック・ビデオが収録された。なお、音源はジャイルズ・マーティンによって作成された2015年最新ステレオ・ミックスが使用されている。この音源は、2017年に発売された『サージェント・ペパーズ・ロンリー・ハーツ・クラブ・バンド (50周年記念エディション)』の2枚組とスーパー・デラックス・エディションに、厳選されたアウトテイクと共に収録された。

## 評価
「ストロベリー・フィールズ・フォーエバー」について、『メロディ・メイカー』誌は「スタジオ技術とボーカル・エフェクトの組み合わせが、『舞い降りる深く神秘的な万華鏡のようなサウンド』を生み出した」と評している。
『オールミュージック』のリッチー・アンターバーガーは、本作を「ビートルズの最大の功績の1つで、レノン＝マッカートニーの最高の楽曲の1つ」と評している。イアン・マクドナルドは著書の中で、「高次の表現…現代の作曲家でこれほど直接的かつ自発的で、独創的な感情と幻想を表現できる人物はほとんどいない」と書いている。
ジョン・サヴェージは、『モジョ』誌（1997年6月号）で発表された「Psychedelia: The 100 Greatest Classics」で本作を挙げ、「1967年初頭に初めてラジオで放送されたとき、荒廃した雰囲気を持つボーカル、調子外れのブラス・セクション、不快なストリングスと、これまで聴いたことがないようなサウンドに聞こえた」と評している。2004年に『ローリング・ストーン』誌が発表した「オールタイム・グレイテスト・ソング500」では第76位、2006年に『Q』誌が発表した同様のリストでは第31位にランクインした。2006年に『モジョ』誌が発表した「The 101 Greatest Beatles Songs」では、「ア・デイ・イン・ザ・ライフ」に次ぐ第2位に、2010年に『ローリング・ストーン』誌が発表した「100 Greatest Beatles Songs」では第3位にランクインした。

## プロモーション・フィルム

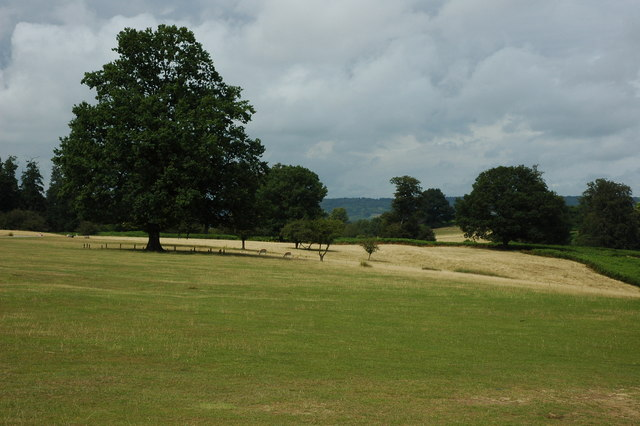
撮影が行なわれたノール・パーク

ビートルズは、1965年以降イギリスのテレビ番組に直接出演して演奏することを避けることを目的に、プロモーション・フィルムを制作して各テレビ局に配布していた。「ストロベリー・フィールズ・フォーエバー」についても、シングルのプロモーションを行なうためにプロモーション・フィルムが制作され、1967年1月30日と31日にケント州セブンノークスのノール・パークで撮影が行なわれた。この翌週には、同じ場所で「ペニー・レイン」の撮影も行われた。
プロモーション・フィルムの監督は、1964年に公開されたビートルズの主演映画『ビートルズがやって来るヤァ!ヤァ!ヤァ!』からインスピレーションを得たスウェーデンのテレビディレクター、ピーター・ゴールドマンが務めた。ゴールドマンの起用は、ビートルズのハンブルク時代からの友人であるクラウス・フォアマンからの推薦によるもの。フィルムのプロデュースは、バンドのアシスタントの1人であるトニー・ブラムウェルが手がけた。ブラムウェルは、「ストロベリー・フィールズ・フォーエバー」を聴いたフォアマンが口にした「奇妙な楽器で演奏されたように聴こえた」という感想に触発され、「ピアノとハープを組み合わせた弦楽器」に似せたセットを公園内に作った。
本作のプロモーション・フィルムは、ビートルズの新しいイメージを提示しており、メンバー4人が髭をたくわえていて、レノンは丸眼鏡をかけて登場している。レノンは、映画『ジョン・レノンの 僕の戦争』の撮影に参加して以降、丸眼鏡をかけているが、ビートルズのプロモーション・フィルムでは初となった。なお、本作のプロモーション・フィルムは、これまでのプロモーション・フィルムにはあった演奏シーンがなく、ストップモーションアニメーションや逆再生などの映像技術が使用された作品となっている。

## クレジット
※出典
ビートルズ
- ジョン・レノン - ボーカル、リズムギター、ボンゴ、メロトロン（エンディング部分）
- ポール・マッカートニー - メロトロン（テイク7）、ベース、ピアノ、リードギター（エンディング部分）、ティンパニ、ボンゴ
- ジョージ・ハリスン - リードギター（テイク7）、スライドギター、スワラマンダラ、ティンパニ、マラカス
- リンゴ・スター - ドラム、パーカッション
- 演奏者不明 - タック・ピアノ

その他ミュージシャン
- ジョージ・マーティン - ブラス編曲
- マル・エヴァンズ - タンバリン
- ニール・アスピノール - ギロ
- テリー・ドラン - マラカス
- トニー・フィッシャー、グレッグ・ボーエン、デレク・ワトキンス、スタンリー・ロデリック - トランペット
- ジョン・ホール、デレック・シンプソン、ノーマン・ジョーンズ - チェロ

## チャート成績（ビートルズ版）
| チャート (1967年)                       | 最高位 |
| --------------------------------------- | ------ |
| オーストラリア (Go-Set National Top 40) | 1      |
| オーストリア (Ö3 Austria Top 40)        | 13     |
| ベルギー (Ultratop 50 Wallonia)         | 1      |
| オランダ (Dutch Top 40)                 | 1      |
| オランダ (Single Top 100)               | 1      |
| ニュージーランド (Listener Chart)       | 5      |
| ノルウェー (VG-lista)                   | 1      |
| スウェーデン (Kvällstoppen Chart)       | 1      |
| UK Record Retailer Chart                | 2      |
| US Billboard Hot 100                    | 8      |
| US Cash Box Top 100                     | 10     |

| チャート (1976年)   | 最高位 |
| ------------------- | ------ |
| UK シングルス (OCC) | 32     |

| チャート (1987年)   | 最高位 |
| ------------------- | ------ |
| UK シングルス (OCC) | 65     |

## 認定と売上（ビートルズ版）
| 国/地域                          | 認定   | 認定/売上数 |
| -------------------------------- | ------ | ----------- |
| Japan                            |        | 200,000     |
| イギリス (BPI)                   | Silver | 200,000     |
| 認定のみに基づく売上数と再生回数 |        |             |

## カバー・バージョン

### キャンディ・フリップによるカバー
キャンディ・フリップによるカバー・バージョンは、1990年3月にシングル盤として発売された。シンセポップ調にアレンジされたこのカバー・バージョンは、全英シングルチャートで最高位3位、アイルランドのシングルチャートで最高位7位を記録した。また、アメリカの大学や独立系のラジオでも人気を博し、Modern Rock Tracksで最高位11位を記録した。
『ザ・ネットワーク・フォーティ』誌で、ダイアン・タミーチャは「リバプールがマンチェスターに出会うとどうなるか」と紹介し、「聴いた瞬間に好感を持てるカバー」「ペット・ショップ・ボーイズのキーボードサウンドと、原題の“古典的な”ハウス・ドラム・サウンドがミックスされた比較的希薄な伴奏は、古いファブ・フォーの主力の作品にクールなフレイバーを与えた」と評している。オールミュージックのティム・ディグラヴィナは、アルバム『マッドストック』のレビューにて本作について「非常に成功したカバー・バージョン」と紹介している

#### シングル盤収録曲
| #         | タイトル                                                              | 作詞・作曲                                                                      | 時間 |
| --------- | --------------------------------------------------------------------- | ------------------------------------------------------------------------------- | ---- |
| 1.        | 「ストロベリー・フィールズ・フォーエバー」(Strawberry Fields Forever) | レノン＝マッカートニー                                                          | 4:09 |
| 2.        | 「キャン・ユー・フィール・ザ・ラヴ」(Can You Feel The Love)           | ダニエル・モールド ケルビン・アンドリューズ リック・ピート リチャード・スコット | 3:55 |
| 合計時間: | 合計時間:                                                             | 合計時間:                                                                       | 8:04 |

| #         | タイトル                                                              | 作詞・作曲                                                                      | 時間  |
| --------- | --------------------------------------------------------------------- | ------------------------------------------------------------------------------- | ----- |
| 1.        | 「ストロベリー・フィールズ・フォーエバー」(Strawberry Fields Forever) | レノン＝マッカートニー                                                          | 4:09  |
| 2.        | 「キャン・ユー・フィール・ザ・ラヴ」(Can You Feel The Love)           | ダニエル・モールド ケルビン・アンドリューズ リック・ピート リチャード・スコット | 3:55  |
| 3.        | 「アクア・リブラ」(Aqua Libra)                                        | ディジー・リー ケルビン・アンドリューズ リック・ピート                          | 5:21  |
| 合計時間: | 合計時間:                                                             | 合計時間:                                                                       | 13:25 |

| #         | タイトル | 作詞・作曲                                                                      | リミキサー                                    | 時間  |
| --------- | --- | ------------------------------------------------------------------------------- | --------------------------------------------- | ----- |
| 1.        | 「ストロベリー・フィールズ・フォーエバー」(Strawberry Fields Forever)                                                             | レノン＝マッカートニー                                                          |                                               | 4:10  |
| 2.        | 「ストロベリー・フィールズ・フォーエバー (ラズベリー・リップル・リミックス)」(Strawberry Fields Forever (Raspberry Ripple Remix)) | レノン＝マッカートニー                                                          | キャンディ・フリップ ケルビン・アンドリューズ | 5:53  |
| 3.        | 「キャン・ユー・フィール・ザ・ラヴ」(Can You Feel The Love)                                                                       | ダニエル・モールド ケルビン・アンドリューズ リック・ピート リチャード・スコット |                                               | 3:52  |
| 合計時間: | 合計時間: | 合計時間:                                                                       | 合計時間:                                     | 13:55 |

#### チャート成績（キャンディ・フリップ版）
| チャート (1990年)                    | 最高位 |
| ------------------------------------ | ------ |
| オーストラリア (ARIA)                | 29     |
| ベルギー (Ultratop 50 Wallonia)      | 47     |
| アイルランド (IRMA)                  | 7      |
| ニュージーランド (Recorded Music NZ) | 20     |
| UK シングルス (OCC)                  | 3      |
| US Modern Rock Tracks (Billboard)    | 11     |

### その他のアーティストによるカバー
- ベンチャーズ - 1967年に発売のアルバム『Super Psychedelics』に収録[111]。
- トッド・ラングレン - 1976年に発売のアルバム『誓いの明日』に収録[112]。
- ビージーズ - 1978年に発売のカバー・アルバム『Sesame Street Fever/Sgt. Pepper's Lonely Hearts』に収録[113]。
- ポール・マッカートニー - 1990年6月28日にリヴァプールで開催されたコンサートで、レノンへ捧げる歌として「ヘルプ!」や「平和を我等に」とのメドレーで演奏[114]。
- スウィングル・シンガーズ - 2002年に発売のアルバム『Ticket to Ride -- A Beatles Tribute』に収録[115]。
- シャドウズ - 2005年に発売のアルバム『Memories: 36 Guitar Moods』に収録[116]。
- 高嶋ちさ子&めざましクラシックス アンサンブル - 2009年に発売のアルバム『FROM US TO YOU! The covers of the FAB FOUR by Japanese performers』に収録[117]。
- アル・ディ・メオラ - 2011年に発売のアルバム『ラジカル・ラプソディ』に、チャーリー・ヘイデンらをゲストに迎えたカバーを収録[118]。また、2020年に発売のビートルズ作品集『アクロス・ザ・ユニバース』でも再度取り上げた[119]。
- Moment String Quartet & Rui Nagai - 2012年に発売のアルバム『Progressive Rock by String Quartet with Mellotron 弦楽四重奏とメロトロンによるプログレッシヴ・ロック、そしてヴォーカルは何処に。』に収録[120]。